# Nikos Chrisojelos
Nikos Chrisojelos, gr. Νίκος Χρυσόγελος (ur. 13 maja 1959 w Atenach) – grecki działacz ekologiczny i polityk, poseł do Parlamentu Europejskiego VII kadencji.

## Życiorys
Ukończył w 1984 studia z zakresu chemii na Uniwersytecie Ateńskim. Od początku lat 80. związany z organizacjami pozarządowymi działającymi na rzecz ekologii, zrównoważonego rozwoju czy energii odnawialnej. Pracował jako menedżer, konsultant i koordynator różnych projektów ekologicznych. Został działaczem i jednym z liderów partii Ekolodzy-Zieloni, był jej kandydatem w wyborach krajowych i regionalnych.
2 lutego 2012 zastąpił Michalisa Tremopulosa w Parlamencie Europejskim VII kadencji. Przystąpił do frakcji zielonych i regionalistów.